# Leptinopterus puncticollis
Leptinopterus puncticollis es una especie de coleóptero de la familia Lucanidae.

## Distribución geográfica
Habita en Brasil.